# Triumph TR6
Triumph TR6 – brytyjski samochód sportowy, produkowany w latach 1969-1976 przez firmę Triumph Motor Company. Do czasu zakończenia produkcji, był najlepiej sprzedającym się modelem z serii TR. Rekord ten został pokonany przez model TR7. Zbudowano łącznie 94 619 szt. modelu TR6, z czego 86 249 wyeksportowano za ocean, a jedynie 8 370 sprzedano w Wielkiej Brytanii.
Nadwozie pozostało takie jak w poprzednim modelu, zmienione zostały jedynie przód i tył auta.
Wszystkie egzemplarze modelu TR6 wyposażone były w sześciocylindrowy silnik rzędowy o pojemności 2498 cm3. W wersji przeznaczonej na rynek amerykański silnik zasilany był gaźnikiem. Silnik w tej wersji osiągał moc maksymalną 106 KM (78 kW). Na pozostałych rynkach, w tym na rynku brytyjskim, TR6 wyposażano we wtrysk paliwa produkcji Lucas. Początkowo silniki z wtryskiem rozwijały moc maksymalną 152 KM (112 kW), później została ona zmniejszona do 126 KM (93 kW), aby auto było łatwiejsze w prowadzeniu. 
Auto wyposażone było w 4-biegową skrzynię manualną. Opcjonalnie auta wyposażano w nadbieg. Auto wyposażone było w niezależne tylne zawieszenie, zębatkowy układ kierowniczy, 15-calowe felgi, kubełkowe fotele oraz kompletny zestaw  wskaźników. Zastosowano hamulce tarczowe z przodu, oraz bębnowe z tyłu.  Opcjonalnie można było zamówić fabryczny stalowy dach.